# Parco nazionale di Djebel Mghilla
Il parco nazionale di Djebel Mghilla è un parco nazionale della Tunisia situato tra i governatorati di Kasserine e di Sidi Bouzid. Istituito il 29 marzo 2010, si estende su una superficie di 162,49 chilometri quadrati. La sua gestione è affidata al ministero dell'Agricoltura.
Il parco ospita una fauna diversificata comprendente la genetta, la mangusta, il colubro di Montpellier, il gufo reale, il verdone, il corvo, l'usignolo, la poiana codabianca, l'istrice, la civetta comune, il gheppio comune, la iena striata, l'aquila di Bonelli e l'aquila reale, lo sciacallo, la volpe rossa, il cinghiale, il riccio, la testuggine greca, la pernice, la tortora, il cardellino, la quaglia e il piccione selvatico.